# Изолац (Долина Аосте)
Изолац је насеље у Италији у округу Долина Аосте, региону Долина Аосте.
Према процени из 2011. у насељу је живело 80 становника. Насеље се налази на надморској висини од 1031 м.